# Каупер Фіпс Коулз
Купер Фіпс Кольз, чи Каупер Фіпс Коулз (англ. Cowper Phipps Coles; 1819 — 7 вересня 1870) — офіцер Королівського флоту Великої Британії. Найбільш відомий як талановитий винахідник і кораблебудівник епохи перших броненосців. Вніс значний внесок в розвиток концепції корабля, артилерія якого розміщена в обертових баштах. Загинув разом з побудованим за його проєктом броненосцем «Кептен».

## Біографія
Почав службу у флоті в одинадцятирічному віці. 9 січня 1846 року Кольз був проведений в лейтенанти. 5 грудня 1849 року переведений на фрегат Phaeton.
24 жовтня 1853 року, після початку Кримської війни, Кольза перевели флаг-ад'ютантом до його дядька контр-адмірала сера Едмунда Лайонса на вітрильний лінійний корабель Agamemnon. В ході війни Кольз відзначився під час облоги Севастополя. 13 листопада 1854 року був підвищений до коммандера. 2 серпня 1854 року призначений командиром колісного пароплава Stromboli, що діяв на Чорному морі.

### Озброєний плітLady Nancy
Перші намітки концепції Кольза, що привела його згодом до ідеї баштового корабля, народилися з досвіду побудови озброєного плота, спроєктованої і побудованої їм у 1855 році для прибережних операцій на мілководді Азовського моря. Пліт, названий Lady Nancy, був зібраний на борту Stromboli з 29 бочок, розміщених шістьма рядами в рамі з рангоутного дерева довжиною 13,7 м і шириною 4,6 м. Поверх рами була настелена палуба. На пліт було встановлено довгу 32-фунтову гармату вагою 1,9 тонни з боєзапасом 100 пострілів. Гармату обслуговував екіпаж з 18 осіб. Мала осадка плота (0,5 м) дозволяла йому діяти там, де не могли пройти великі кораблі. Англійці з успіхом застосували Lady Nancy під час облоги Таганрога, випустивши по місту понад 80 снарядів. Операція висвітлювалася в пресі кореспондентом, які перебували на борту Stromboli, що зробило Кольза популярним серед британської публіки.
Незабаром Кольз удосконалив ідею, підготувавши кресленик більш великого плоту, на який встановлена гармата, прикрита куполоподібним щитом. Адмірал Лайонс вважав ідею прекрасною і відправив Кольза в Англію з доповіддю для Адміралтейства. Кольз склав проєкт плоту з габаритами 27 на 9,1 метрів і осадкою 1,09 метра, здатного діяти проти укріплень Кронштадта. Втім, Кримська війна закінчилася раніше ніж спорудили пліт.

### Конструктор баштових броненосців

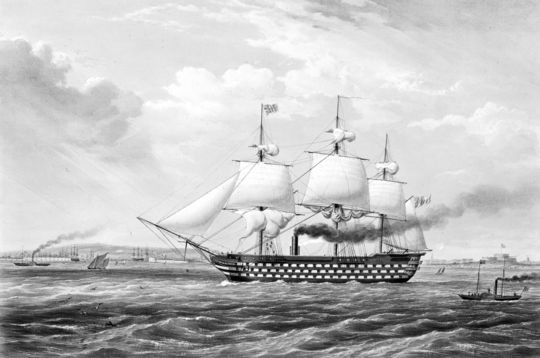
HMS Duke of Wellington — парусно-гвинтовий лінійний корабель 1850-х років. Добре видно три ряди гарматних портів і дим з труби парової машини.

27 лютого 1856 року Кольз був підвищений у званні до кептена, а після закінчення війни — переведений у флотський резерв із збереженням половинної платні. Зійшов на берег Кольз зайнявся розробкою проєктів кораблів, артилерія яких розташовувалася у баштах. У той час артилерія на кораблях являла собою батареї із гармат, що стріляли крізь отвори в бортах — гарматні порти. 30 березня 1859 року Кольз отримав свій перший патент на обертову гарматну башту. Обраний спосіб розміщення артилерії наблизив Кольза до головної його мети — створення проєкту корабля, оснащеного якомога потужнішими гарматами, здатними стріляти в секторі 360°. Кольз вважав, що корабель з таким озброєнням повинен являти собою як можна менш помітну мішень, мінімально підносячись над поверхнею води. Ідеї, висловлені Кользом, вступали в протиріччя з важливими практичними вимогами до архітектури корабля. По-перше, корабель з низьким надводним бортом непридатний для служби у відкритому морі, так як хвилі захльостували б його палубу навіть при невеликому хвилюванні. По-друге, необхідність розміщення на палубі щогл і надбудов завадила б гарматним баштам вести круговий обстріл.

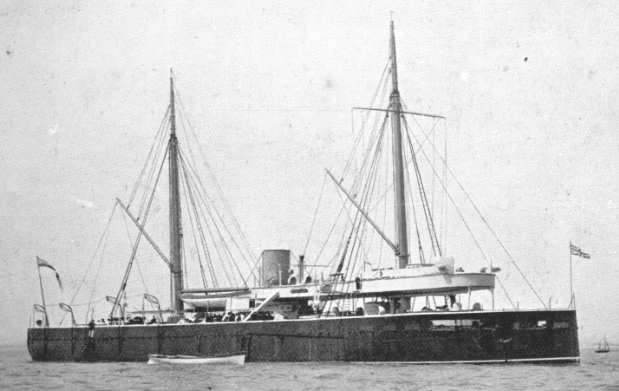
HMS Prince Albert — перший в британському флоті баштовий корабель спеціальної споруди, з баштами по проєкту Купера Ф. Кольза

Адміралтейство позитивно оцінило розміщення гармат в обертових баштах, визнавши ідею корисною і придатною для використання в майбутніх проєктах, однак відхилив пропозиції Кольза, що зачіпали архітектуру кораблів. Кольз представив на розгляд Адміралтейству проєкт корабля, озброєного артилерією в десяти баштах, проте проєкт був визнаний непрактичним. Тим не менш, лорди не втратили інтерес до баштового розміщення гармат, наказавши своїм конструкторам розробити більш досконалі проєкти баштових броненосців. Коулз наполегливо знайомив з проєктом усіх, хто тільки міг надати йому підтримку. Так йому вдалося заручитися підтримкою деяких впливових людей, серед яких був і чоловік королеви Вікторії принц-консорт Альберт, який письмово попросив Першого лорда Адміралтейства надати Кользу допомогу у спорудженні баштового корабля. У січні 1862 року Адміралтейство погодився побудувати баштовий корабель. Prince Albert, що призначався для берегової оборони, повинен був нести чотири башти і мати низький надводний борт. Конструювання башт покладалося на Кольза, однак за сам корабель відповідав головний будівничий флоту Айзек Уотс.
Кольз також запропонував Адміралтейству перебудувати один з дерев'яних кораблів, зрізавши верхні палуби і прибравши всю стару артилерію, а на звільнене місце встановити чотири башти. Уздовж ватерлінії корабель повинен був захищати залізний броньовий пояс товщиною 140 міліметрів. Переобладнання Royal Sovereign було завершено у серпні 1864 року навіть дещо раніше, ніж Prince Albert. Обидва кораблі мали мінімальне вітрильне оснащення. На верхній палубі Royal Sovereign були встановлені легкі фальшборти висотою 1,07 м, підвищували надводний борт корабля. Перед стрільбою з гармат ці фальшборти, які кріпилися на петлях, треба було опустити за борт. У 1867 році кептену Кользу було дозволено командувати Royal Sovereign на липневому військово-морському параді.
У той час, коли обидва кораблі ще будувалися, Кольз представив Адміралтейству ще кілька проєктів, однак обережні лорди воліли дочекатися результатів випробувань споруджуваних кораблів. Після спуску Royal Sovereign, отримав дуже схвальні відгуки, Кольз знову звернувся до Адміралтейству з проханням допомогти в будівництві корабля нової конструкції. Запропонований проєкт являв собою розвиток вже побудованого броненосця Pallas, спроєктованого новим головним будівельником Едвардом Рідом. Адміралтейство надало Кользу оригінальні кресленики і виділив йому в допомогу інженера Портсмутской верфі Джозефа Скалларда (англ.  Joseph Scullard). Підсумком роботи став проєкт однобаштового броненосця, який, втім, був відкинутий Адміралтейством. Лорди доручили Ріду розробити проєкт великого двобаштового корабля. За проєктом Ріда був побудований броненосець Monarch, закладений в 1866 році і завершений в червні 1869 року. Кольз заперечував проти додавання півбака і пів'юта, які заважали стрільбі в напрямку носа і корми. Не подобалося йому і розміщення башт на висоті 5,2 метра над водою. Заперечення Кольза були відкинуті так як внесені Рідом зміни були продиктовані вимогами морехідності.

### HMS Captain. Загибель Кольза
Кольз не залишав спроб побудувати корабель, який би повністю відповідав його задумам. Конструктору вдалося розгорнути широку дискусію в пресі, в якій він зумів довести свою правоту перед думкою громадськості. Кользу схилити на свою сторону Першого лорда адміралтейства Х'ю Чайлдерса і частина членів Ради адміралтейства.
За підсумками цієї дискусії Чайлдерс дав добро на будівництво нового баштового броненосця (майбутнього HMS Captain) за проєктом Кольза і під його особистим керівництвом. Сумніви в цьому новому проєкті серед конструкторів і офіцерів були значними — так, головний конструктор Королівського флоту Едвард Рід висловив категоричну незгоду з проєктом, вказуючи, що остійність корабля буде погіршена занадто великою вагою, розташованим неприпустимо високо. Баштовий рангоутний корабель Рід вважав анахронізмом і навіть відмовився схвалити кресленик, обмежившись накладенням на них резолюції «не заперечую» (англ. not objected to).
За проєктом висота борту Captain повинна була складати 2,4 м, проте через перевантаження, допущене під час будівництва, ця величина зменшилася на 360 міліметрів. Броненосець оснастили повним вітрильним оснащенням, причому щогли Captain були найвищими у всьому британському флоті. Будівництво корабля завершили в травні 1870 року, після чого броненосець успішно пройшов перші випробування. У травні броненосець разом з Флотом Каналу успішно витримав шторм. Командувач флотом віце-адмірал Томас Сіммондз схвально відгукнувся і про Captain, і про Monarch. Під парами Captain розвинув 14,25 вузла (26,39 км/год), а Monarch, що мав більш слабку машину — 14,9 вузла (27,6 км/год). Під вітрилами Captain йшов швидше. В цілому Captain визнали хорошим аргументом на захист ідей Кольза.
Увечері 6 вересня 1870 біля мису Фіністерре на північно-заході Піренейського півострова могутній корабель під час шторму перекинувся і затонув разом з екіпажем і проєктувальником. Всього загинули 483 людини, це більше, ніж втратила англійської ескадра у Трафальгарській битві.

### Сім'я
У 1856 році Кольз одружився з Емілі Пірсон — племінницею лорда Лайонса. Лорд Лайонс, у свою чергу, був одружений з сестрою матері Кольза.